# Andreas Türck

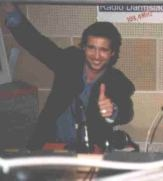
Andreas Türck, 1997

Andreas Türck (* 10. Oktober 1968 in Gießen) ist ein deutscher Fernsehmoderator, Unternehmer, Journalist und Web-TV-Produzent. Türck betätigte sich darüber hinaus auch bereits als Musikproduzent, Schauspieler und Handballer. Bekannt wurde er mit einer täglichen Talkshow in den 1990er Jahren. Er ist mit der Geschäftsführerin des THW Kiel, Alisa Türck, verheiratet.

## Leben

### Jugend und Ausbildung
Türck wuchs in Wiesbaden als Sohn des Eishockeyspielers Jürgen Türck auf. 1989 legte er in Frankfurt am Main das Abitur ab, absolvierte 1990 eine Ausbildung zum Industriekaufmann. Von 1992 bis 1995 studierte er Publizistik an der Johannes Gutenberg-Universität Mainz.

### Sportlicher Werdegang
1986/87 spielte er in der 2. Handball-Bundesliga bei TuS Eintracht Wiesbaden. Zur Saison 1991/92 holte der Trainer des Erstligisten SG Wallau/Massenheim, Velimir Kljaić, Türck in dessen Spielerkader. Allerdings kam er im Laufe dieser Saison zu keinem Spieleinsatz, worauf Türck seine Handballkarriere beendete.

### Funk und Fernsehen
1992 wurde Türck Redaktionsassistent bei der Sendung Hallo, wie geht's? (SWR). Von 1993 bis 1994 moderierte er beim saarländischen Radiosender Radio Salü.
1994 begann er als Moderator beim Hessenrekord des TV-Senders RTL Hessen Live. 1995 wechselte Türck zum ZDF, wo er bis 1996 eine tägliche Neuauflage der Sendung Dalli Dalli präsentierte. Er wurde für den Telestar in der Kategorie Beste Nachwuchsmoderation nominiert und moderierte 1996 ein ZDF-Special zur Boygroup Take That. 1997 war Türck bei der ARD Co-Moderator der Sendung Ein Herz für Kinder.
1998 wechselte Türck zu ProSieben und moderierte dort bis 2002 die tägliche Talkshow Andreas Türck. Bald hatte er das Image des Sonnyboys und Mädchenschwarms. ProSieben hob sein Bild als ständigen Blickfang auf die erste Seite seiner Webpräsenz, produzierte Bildbände und Kalender. Für die Frauenzeitschrift Amica war Türck der „erotischste TV-Mann Deutschlands“. Die Bunte kürte ihn zum „Mr. Charming“: „Seine Fans (90 Prozent weiblich) würden ihn am liebsten heiraten“.
Von 1999 bis 2002 moderierte Türck zusätzlich die wöchentliche Sendung Love Stories. Im Jahr 2000 wurde bekannt, dass er bestrebt war, zukünftig seine von Schwartzkopff TV gefertigte Sendung Andreas Türck  selbst zu produzieren. ProSieben kam diesem Wunsch nicht nach. Ab Januar 2004 moderierte Türck zusätzlich die Chart Show – powered by McDonald’s, welche in Kooperation mit dem Sponsor McDonald’s entstand. Am 23. März 2004 beurlaubte ihn ProSieben, als Vorwürfe erhoben wurden, er habe eine Frau vergewaltigt. Zwei Monate später wurde ihm gekündigt. Die Chart Show ziele auf ein jugendliches Publikum, erklärte der Sender. Dies vertrage sich nicht mit den Vorwürfen. Damit war seine Medienkarriere zunächst beendet.
Im November 2012 kehrte er zur ProSiebenSat.1 Media AG zurück und übernahm die Moderation des Wissenschaftsmagazins Abenteuer Leben auf kabel eins.
2014 moderierte Andreas Türck mit der Sängerin Jennifer Weist das Musik-Casting-Format Yourfone Songcontest für den Mobilfunkprovider Yourfone und das Videoportal MyVideo.
Seit 2024 ist der ehemalige Handballer Andreas Türck als Moderator für den Sport-TV-Sender Dyn tätig und moderiert Spitzenspiele der Handball-Bundesliga.

### Musik
Türck nutzte seine Popularität auch im Musikgeschäft. 2001 produzierte er mit Andreas Herbig, Henrik Menzel, Marcus Brosch und Kim Sanders die Musik-Single Shining Star, die bei der Polydor erschien. Ein Video zur Single wurde auch produziert. 2002 folgte die weitere Single Don’t Say That You Love Me. Ein angekündigtes Album Wishful Thinking blieb jedoch bis 2024 unveröffentlicht. 2022 veröffentlichte Andreas Türck die Single I’m Sorry John. Anstoß war das 50. Jubiläum der Friedenshymne Imagine von John Lennon. Türck wolle sich mit dem Song für den besorgniserregenden Zustand der Welt entschuldigen – bei seinem Sohn, dem er das neue Lied widmete, und bei seinem Idol John Lennon. 2024 erschien sein unveröffentlichtes Album Wishful Thinking aus dem Jahre 2001.

### Strafprozess und Freispruch
Die Staatsanwaltschaft Frankfurt am Main erhob im Mai 2004 Anklage gegen Andreas Türck wegen des Vorwurfs der Vergewaltigung von Katharina B. Zur Anklage kam es einzig aufgrund mehrerer Indizien, darunter „die zeitnahen Angaben von Katharina B. gegenüber Dritten“, ihre Weigerung, Anzeige zu erstatten, und den Mangel an Motivation für eine Falschaussage. Das Gericht bezeichnete Zeuginnen aus dem Partymilieu als glaubwürdig, die bekundeten, mit Katharina B. sei „etwas Schlimmes passiert“. Andere, die von „aufreizendem, sexualisiertem Verhalten“ der angeblich Geschädigten sprachen, fanden zunächst keinen Glauben. Während des Verfahrens wurden zahlreiche Details über Türcks Privatleben öffentlich gemacht.
Türck wurde am 8. September 2005 freigesprochen, nachdem auch die Staatsanwaltschaft dies wegen erheblicher Zweifel an der Glaubwürdigkeit von Katharina B. beantragt hatte. Ausschlaggebend waren zwei psychologische Gutachten, die zu dem Schluss kamen, dass die Aussage des mutmaßlichen Opfers nicht den tatsächlichen Ereignissen entsprach.
Der Fall erhielt hohe mediale Aufmerksamkeit und stellte trotz Freispruch eine Zäsur in der Karriere Türcks dar.

### Unternehmer
Am 20. September 2007 gründete Andreas Türck gemeinsam mit pilot media das Unternehmen pilot Entertainment GmbH, mit dem er Web-TV-Formate entwickelt und produziert. Von 2014 bis 2017 war er Teilhaber der pilot Hamburg GmbH & Co.KG.
Im Januar 2016 gründete Türck gemeinsam mit Felix Hummel und Klaus Breyer die BuzzBird GmbH, ein Unternehmen zur Automatisierung von Influencer-Marketing. Im November 2017 beteiligte sich die ProSiebenSat.1 Media AG mit 42 Prozent am Unternehmen. Die Seven-One Entertainment Group erwarb zum 1. Juni 2022 100 Prozent der BuzzBird GmbH.

### Engagement für den Umweltschutz
Seit 2019 gehört er zu den Gründungsmitgliedern der gemeinnützigen Organisation Orange Ocean. Ziel des Vereins ist es, als Botschafter für den Schutz der Ozeane weltweit für größeres Bewusstsein zu sorgen.

## TV-Moderation
- 1994: Der Hessenrekord, RTL Hessen Life
- 1995–1996: Dalli Dalli, ZDF
- 1996: Take That Spezial, ZDF
- 1996: Die Zillertaler Schürzenjäger Spezial, ZDF
- 1995–1996: Deutschlands Fest, ZDF
- 1996: Ein Herz für Kinder, ARD
- 1998–2002: Andreas Türck, ProSieben
- 1998–2002: Lovestories, ProSieben
- 1999: Wünsche werden wahr, ProSieben
- 2004: Chart Show – powered by McDonald’s, ProSieben
- 2013–2017: Abenteuer Leben, kabel eins
- 2013: Die große Weltrekord Show, kabel eins
- 2014: Yourfone Songcontest, MyVideo
- 2015: Abenteuer Grillen, kabel eins
- 2024: Handball Bundesliga, Dyn

## Auszeichnungen
- 2009: Neptun Award für das Lifestyle-Format Bunte life Sonderpreis Mobile Advertising.
- 2010: Deutscher Media Preis Bunte life.
- 2011: IPTV Award für das Trendmagazin Lust4Life Kategorie Innovativstes Format.
- 2013: IPTV Award für das Modeformat Two For Fashion TV.
- 2013: World Media Festival Award Gold für das Musikformat Music Mix.
- 2013: POSMA Award in Bronze Two For Fashion TV.

## Produktion
- 2008–2011 Musicals & More TV Stage Entertainment GmbH
- 2008: Final Kick[22]
- 2009: Bunte life[23]
- 2010: MySpace Music Mix[24]
- 2010–2011 Time4Fashion[25]
- 2011: Time4Fashion[26]
- 2011: Lust4Life[27]
- 2011–2013: Music Mix[28]
- 2012-: Life & Harmony[29]
- 2012–2013: Two4Fashion TV
- 2013: Private Session
- 2014: Stylediaries
- 2014: yourfone songcontest

## Filmografie
- 1996: Männer sind was Wunderbares, Regie Heidi Kranz (mit Barbara Rudnik und Helmut Zierl), ZDF
- 1998: Fake – Die Fälschung, Regie Jörg Schlasius (mit Michael Kessler und Herbert Feuerstein)
- 2000: Einmal Himmel und retour, Regie Thomas Jacob (mit Ruth Maria Kubitschek und August Zirner), ZDF

## Diskografie
Singles
- 2001: Shining Star
- 2002: Don’t Say That You Love Me
- 2022: I’m Sorry, John

Alben
- 2024: Wishful Thinking